# Dauphin (1925)
Dauphin var en ubåt av Requin-klass som byggdes för den franska flottan i mitten av 1920-talet. Den kölsträcktes i december 1922, sjösattes i april 1925 och togs i drift i november 1927. Den erövrades av italienska styrkor den 8 december 1942 och döptes om till FR 115. Den togs senare av tyskarna den 9 september 1943 och borrades i sank den 15 september 1943.

## Design
Ubåtarna i Requin-klassen var 78 meter långa, hade en bredd på 6,8 meter, ett djupgående på 5,1 meter och kunde dyka upp till 80 meter. Ubåten hade ett deplacement på 1 150 ton vid ytan och ett deplacement på 1 441 ton under ytan. Framdrivningen i ytläge sköttes av två dieselmotorer på 2 900 hk (2 163 kW) och två elmotorer på 1 800 hk (1 342 kW). Ubåtarnas elektriska framdrivning gjorde att de kunde uppnå hastigheter på 9 knop (17 km/h) under vattnet och 15 knop (28 km/h) på ytan. Räckvidden på ytan var 7 700 nautiska mil (14 300 km) vid 9 knop (17 km/h) och 4 000 nautiska mil (7 400 km) vid 12 knop (22 km/h), med en räckvidd under vattenytan på 70 nautiska mil (130 km) vid 5 knop (9,3 km/h).

## Tjänstgöring
Dauphin tjänstgjorde i Medelhavet och stod efter vapenstilleståndet den 22 juni 1940 under Vichyregimens kontroll. I december 1942 togs hon över av tyskarna i Bizerte och överfördes till Italien. I Regia Marina fick Dauphin beteckningen FR 115. Efter att Italien hade ingått vapenvila med de allierade togs fartyget över av tyskarna i Pozzuoli i september 1943 och sänktes sedan.